# Площадь Терёхина (Архангельск)
Площадь Терёхина — центральная площадь Соломбалы, исторического района Архангельска.

## Название
Современное название с 1920 года, в честь Александра Абрамовича Терёхина — военного моряка, участника борьбы за советскую власть на Севере. В 1917 году Терёхин был избран председателем судового комитета ледокола «Святогор» (с 1927 г. «Красин»). После Октября 1917 года экипаж корабля во главе с командиром Н. А. Дрейером и А. А. Терехиным перешли на сторону большевиков. Когда над Архангельском нависла угроза военного вторжения интервентов, моряки, выполняя приказ командования затопили «Святогор» на фарватере Северной Двины, близ устья реки Чижовка.
После захвата Архангельска оккупантами часть экипажа ледокола была арестована. А. А. Терёхин и лейтенант Н. А. Дрейер были расстреляны 26 мая 1919 года на Мхах.